# Manlio Muccini
Manlio Muccini (Riccione, 29 aprile 1940 – Riccione, 12 agosto 2008) è stato un dirigente sportivo e calciatore italiano, di ruolo mediano o libero.

## Carriera
Cresciuto calcisticamente nel Riccione, resta uno dei prodotti più interessanti che Paolo Mazza portò nella sua SPAL nel 1959, inserito inizialmente tra i rincalzi di quella che fu la formazione estense più bella in assoluto, ovvero quella del quinto posto in Serie A. Mediano dai piedi buoni, Muccini esordì in massima categoria il 15 maggio 1960 contro il Genoa. Rimase a Ferrara sino al 1964, crescendo di anno in anno sino a conquistare il posto di titolare fisso. 

Muccini alla SPAL nel 1963

Con la retrocessione in Serie B degli spallini, Muccini approda al Bologna assieme a Bui per una cifra molto consistente. Nei felsinei di Pascutti, Fogli, Negri, Haller, Nielsen e Bulgarelli che avevano appena vinto lo scudetto l'anno precedente con Fulvio Bernardini, Muccini a differenza di Bui si inserisce discretamente, rimanendo in rossoblù per le successive tre stagioni.
Nel 1967 viene ceduto al Bari, squadra in cui verrà trasformato in difensore da Lauro Toneatto, e con cui inizierà a giocare da libero. Con 174 presenze in maglia biancorossa in cinque stagioni, è oggi il ventesimo calciatore di tutti i tempi per numero di gare disputate con i galletti. Passa poi nel 1972 al Latina, dove gioca in Serie D 34 partite contribuendo alla promozione della squadra, prima di tornare al Riccione neopromosso in Serie C, dove disputa tre ulteriori campionati e le sue ultime 68 partite, mettendo a segno 2 reti, e chiudendo definitivamente con il calcio giocato nel 1976 a 36 anni.
Muccini ha giocato 125 gare di Serie A segnando 1 rete e 144 partite di Serie B con 4 gol. Conclusa la carriera di calciatore divenne successivamente direttore sportivo di diverse società, partendo proprio da Riccione. A livello di Nazionale, era stato inserito nella rosa dei 22 giocatori che nel settembre 1964 si stavano preparando per la partecipazione ai Giochi Olimpici di Tokyo, poi non effettuata per l'accusa di professionismo rivolta ad alcuni giocatori da parte del C.I.O. (Comitato Olimpico Internazionale).
Muccini è morto all'età di 68 anni per un arresto cardiaco; stava organizzando insieme ad altre persone un evento in ricordo di Gianni De Rosa, altro calciatore morto in un incidente stradale il 2 agosto 2008.